# Diecisiete años
Diecisiete años (en chino tradicional, 過年回家; en chino simplificado, 过年回家; pinyin, guò nián huí jiā) es una película dramática china de 1999 dirigida por Zhang Yuan y protagonizada por Li Bingbing en su debut como actriz. Diecisiete años fue presentada en diferentes festivales internacionales donde ganó numerosos premios, incluido en el de mejor director en el Festival Internacional de Cine de Venecia de 1999.
Diecisiete años es vista, al menos por algunos críticos, como el alejamiento de Zhang Yuan de su imagen de "Bad Boy", una imagen que fue cultivada después de enfrentamientos con las autoridades chinas con sus películas anteriores, 'Beijing Bastards' ', y la película de temática homosexual East Palace, West Palace. Por contra, este trabajo (junto a "Crazy English") se produjo bajo la égida de la burocracia china, aunque se requirió cierta edición de la película por parte del estado antes de que pudiera ser estrenada.

## Reparto
- Li Jun como Tao Xiaolan.
- Li Bingbing como Chen Jie.
- Liu Lin como Yu Xiaoqin.
- Liang Song como el padre
- Le Yeping como la madre

## Argumento
Dos solteros divorciados de Tianjin (Liang Song y Le Yeping) se casan y cada uno trae una hija a su nuevo hogar. Xiaolan (Li Jun), de pelo corto es muy independiente y desea trabajar en una fábrica después de graduarse de la escuela secundaria. Su hermanastra, Xiaoqin (Liu Lin), es más intelectual y desea ingresar en una universidad. Después de una disputa por 5 yuanes que Xiaoqin acusa a Xiaolan de robar, Xiaolan golpea a su hermanastra en la cabeza. Para sorpresa de todos, Xiaoqin sucumbe a la herida y muere y Xiaolan es llevada a la cárcel.
La película luego corta diecisiete años en el futuro. Xiaolan ha sido seleccionada como una de los afortunados presas a los que se les permite un permiso durante el  Vacaciones de Año Nuevo. Al mismo tiempo, una joven guardia de la prisión, Chen Jie (Li Bingbing), llama a su madre para decirle que pronto regresará a casa en vacaciones. Mientras espera que las presas sean recogidas por sus familias, Chen Jie se da cuenta de que pronto solo queda Xiaolan. En un acto de caridad, Chen Jie se ofrece a ayudar a Xiaolan a regresar a casa. Sin embargo, al llegar a su antiguo apartamento, ambas mujeres descubren que la casa ha sido demolida hace mucho tiempo y los padres de Xiaolan se mudaron a otra parte de la ciudad. Chen Jie, sin embargo, ahora está decidida a que Xiaolan pase las vacaciones con su familia y los dos parten en busca de padres que tal vez no quieran ver a su única hija.

## Producción
La idea del guion de  Diecisiete años  surgió después de que Zhang Yuan viese un programa de televisión sobre la reunión de un criminal con su familia después de muchos años en prisión. Al darse cuenta de que cada prisionero probablemente tenía una historia propia, Zhang comenzó a investigar para una posible película entrevistando a varios presos. Desde este punto de partida, "Diecisiete años" finalmente cambió su enfoque de una película sobre un recluso dentro de los muros de la prisión, a una sobre un ex-recluso que intentaba reconcilarse con su familia. El guion fue escrito por Zhang con la colaboración de los escritores Yu Hua y Zhu Wen y la esposa de Zhang, Ning Dai. Yu y Zhu nunca trabajaron directamente con ellos, ya que Zhang pidió a cada uno que enviara un borrador por separado, que luego editó y consolidó para que encajara con su concepto de la película. Filmado principalmente en Tianjin , China, la postproducción se llevó a cabo íntegramente en Italia con la edición de Zhang y Jacobo Quadri (que también trabajaría con Zhang en su película  Little Red Flowers). Como el "regreso al redil" de Zhang, "Diecisiete años" no sufrió la intrusión gubernamental habitual. Sin embargo, se le pidió a Zhang que explicara ciertas escenas e implementara algunos cambios menores, lo que hizo con poca oposición. Incluso entonces, el proceso de revisión duró un año entero antes de que el gobierno permitiera que la película se proyectara en los cines.
Después de pasar gran parte de su carrera como el clásico "cineasta chino clandestino", Zhang sintió que "Diecisiete años" tendría buenas posibilidades de lograr este objetivo, en parte porque la película ya necesitaba la aprobación del gobierno para filmar dentro de la prisión. Indeed, it was reportedly the first Chinese film allowed to shoot within an active Chinese prison.

## Acogida del público
Diecisiete años  (y en menor medida  Crazy English ) supuso una novedad para Zhang Yuan por ser la primera película dirigida por Zhang que podía ser vista por el público chino en los cines.

### Premios y nominaciones
- Festival Internacional de Cune de Venecia de 1999
  - Premio especial de dirección— Zhang Yuan
- Festival de Cine de Gijón de 1999
  - Mejor Director — Zhang Yuan
- Festival de Cine de Singapur de 2000 
  - Mejor Director
  - Mejor actriz — Liu Lin y Li Bingbing
- Festival de Cine de Fajr de 2001 
  - Simorgh de cristal al mejor guion